# Frodon (évêque de Sisteron)
Pour les articles homonymes, voir Frodon (homonymie).
Frodon est un ecclésiastique provençal du Xe siècle et du XIe siècle, évêque de Sisteron depuis 999 jusqu'en 1030 au moins.
Il paraît être, par complaisance ou par impuissance, l'un des principaux fauteurs de la grave crise que l'Église de Sisteron traverse au cours du second tiers du XIe siècle, , et l'un des principaux promoteurs de l'installation du pouvoir comtal à Forcalquier, au détriment de Sisteron et de Manosque.

## Biographie
La documentation très lacunaire qui a été conservée à son sujet ne permet de connaitre ni ses origines, ni les circonstances, ni même la date exacte, de son élection.
Il est mentionné pour la première fois, le 9 décembre 999, dans une donation en faveur de l'abbaye Saint-Pons de Nice effectuée par Odile et son époux Miron, de biens situés dans le pays niçois,. Cette donation est dressée dans le château de Lurs qui appartenait à l'évêque de Sisteron, vers 964-967. Les fils de Miron et d'Odile, Pons, Bernard et Miron. Trois prêtres, Rainoard, Lambert et Bermond, ainsi que le diacre Sauveur sont aussi les témoins de cet acte qu'un autre prêtre, nommé Jean, rédige.
La présence simultanée du couple seigneurial et de ses trois fils dans le bourg fortifié de Lurs, rend vraisemblable la conjecture selon laquelle celui-ci constitue leur résidence habituelle et dont ils partagent peut-être la propriété avec l'évêque. Les documents qui ont été conservés ne permettent pas de l'établir avec certitude, ni même de présumer une éventuelle parenté entre eux. Néanmoins le témoignage de l'évêque lors d'une donation qui ne concerne ni ses biens, ni ceux de son église, ni même des biens situés dans sa juridiction témoigne de sa proximité avec la famille seigneuriale et de l'intérêt qu'il porte aux affaires de celle-ci.
On ne sait rien de l'histoire de l'évêché de Sisteron entre 967 où l'évêque Ours apparait comme bienfaiteur du prieuré Notre-Dame de Ganagobie et la donation de 999 qui a été présentée ci-dessus. Ces trois décennies correspondent à celle où se déroule l'activité de restructuration de la Provence du comte Guillaume le Libérateur. La crise que le pays connait sous son autorité a des répercussions majeure sur les Églises qui ne parviennent pas toutes à se reconstruire. L'évêque de Sisteron a peut-être dû, comme l'on fait les titulaires de plusieurs autres évêchés de Provence orientale, abandonner provisoirement sa cité épiscopale. Cette éventuelle absence de l'évêque a pu permettre aux fils de Boson II d'Arles, de s'emparer de biens qui appartenaient naguère au patrimoine des évêques. La cession ultérieure de ces biens à un lignage comme celui des Nice-Vence semble alors s'inscrire dans une stratégie générale en faveur de familles prêtes à soutenir le pouvoir comtal restauré.
Le 6 mai 1010, Frodon est l'un des destinataires, avec les archevêques Amalric d'Aix-en-Provence et Pons d'Arles, et les évêques Eldebert d'Avignon, Gaucelme de Fréjus et Almérade de Riez, d'une circulaire du pape Serge IV qui les prévient qu'il concède, sur la demande d'Archinric, abbé de Montmajour, portée à la curie par le moine Otbert, à Étienne d'Agde, évêque d'Apt, le pouvoir de consacrer avec la bénédiction apostolique, l'église de Notre-Dame, Saint-Jean, Saint-Pierre et Saint-Benoît de Correns,.
La Gallia christiana novissima (GCN) donnait pour fin de son épiscopat vers 1015. Varano (2011) indique que selon un acte du Cartulaire de Saint-Victor, daté de 1030, il est encore en vie. La GCN lui donne pour successeur un certain Durand (probable confusion avec un évêque de Vence), tandis que Varano (2011) ou Magnani (1999) mentionnent Pierre Ier,.

#### Ouvrages récents
- Noël Didier, Les églises de Sisteron et de Forcalquier du XIe siècle à la Révolution. Le problème de la « concathédralité », Paris, Dalloz, coll. « "Essais et travaux", publiée par la Faculté de droit de Grenoble. », 1954, 240 p..
- Marie-Pierre Estienne, Châteaux, villages, terroirs en Baronnies Xe – XVe siècle. Nouvelle édition en ligne., Aix-en-Provence, Presses universitaires de Provence, 2004, 287 p. (ISBN 978-2-8218-2761-5, lire en ligne).
- Pietro Gioffredo, Hervé Barelli (éditeur scientifique) et Marcelle Prève (traductrice), Histoire des Alpes maritimes : une histoire de Nice et des Alpes du sud des origines au XVIIe siècle. : Première partie, Du temps d'Hercule à 1300., t. 1, Nice, Éditions Nice Musées, 2007, 651 p..
- Paul Pottier, Manosque de 984 à 1603, Manosque, Comité du Patrimoine Manosquin, 2008, 420 p. (OCLC 706052963).
- Mariacristina Varano, « Institution épiscopale et autorité comtale dans le diocèse de Sisteron », Rives nord-méditerranéennes (en ligne), Aix-en-Provence, UMR TELEMME, no 28,‎ 2007 (lire en ligne, consulté le 11 janvier 2016).
- Mariacristina Varano, Espace religieux et espace politique en pays provençal au Moyen Âge (IXe – XIIIe siècles). L'exemple de Forcalquier et de sa région., Aix-en-Provence, Université Aix - Marseille I – Université de Provence Département d’Histoire de l’Art et Archéologie (Ufr Civilisations et Humanités), 2011, 1139 p. (lire en ligne).

#### Ouvrages anciens
- Joseph-Hyacinthe Albanès, complété, annoté et publié par le chanoine Ulysse Chevalier, Gallia christiana novissima. Histoire des archevêchés, évêques et abbayes de France d'après les documents authentiques recueillis dans les registres du Vatican et les archives locales — Tome premier : Aix, Apt, Fréjus, Gap, Riez et Sisteron, Montbéliard, 1899-1920 (lire en ligne), p. 685-687.
- Eugène Caïs de Pierlas et Gustave Saige, Chartrier de l'abbaye de Saint-Pons, hors les murs de Nice, publié par ordre de S.A.S. le prince Albert Ier, Monaco, Imprimerie de Monaco, 1903 (lire en ligne).
- (it) Pietro Gioffredo et Costanzo Gazzera (Éditeur technique), Storia Delle Alpi Marittime, vol. XXVI, Augustae Taurinorum (Turin), Regio Typographeo, coll. « Monumenti di Storia Patria », 1839 (lire en ligne).
- Édouard de Laplane, Histoire de Sisteron tirée de ses archives, t. 1, Digne, Madame Veuve A. Guichard, 1843, 578 p. (lire en ligne).
- Georges de Manteyer, « Acte n°225160 d'après Paris, BNF, lat. 13915, f° 50r°-v°. Originellement publiée dans « Les chartes du pays d'Avignon (439-1040), Mâcon, 1914, p. 121-123 ». », Telma, Paris, CNRS-IRHT - Institut de Recherche et d'Histoire des Textes,‎ 2013 (lire en ligne).
- Jean-Pierre Papon, Histoire générale de Provence, dédiée aux États de Provence et imprimée par leur ordre., t. I, Paris, Moutard, 1776, 689 p. (lire en ligne).